# Yasuo Haruyama
Yasuo Haruyama (japanska: 春山 泰雄; Haruyama Yasuo), född 4 april 1906 i Tokyo, död där 17 juni 1987, var en japansk fotbollsspelare.